# IC 2807
IC 2807 је спирална галаксија у сазвјежђу Лав која се налази на листи објеката дубоког неба у Индекс каталогу.
Деклинација објекта је + 11° 31' 47" а ректасцензија 11h 25m 17,0s. Привидна величина (магнитуда) објекта IC 2807 износи 16,2 а фотографска магнитуда 17,0.